# Seoul City Sue
Anna Wallis Suh, più nota come Seoul City Sue (contea di Lawrence, 1900 – Nord Corea, 1969), è stata una missionaria e speaker radiofonica statunitense.
Educatrice e missionaria metodista, è nota soprattutto per la sua attività di propagandista radiofonica in favore dell'esercito nord-coreano durante la Guerra di Corea, in cui trasmetteva messaggi demoralizzanti alle truppe statunitensi impegnate nel conflitto.

## Biografia

### L'educazione metodista

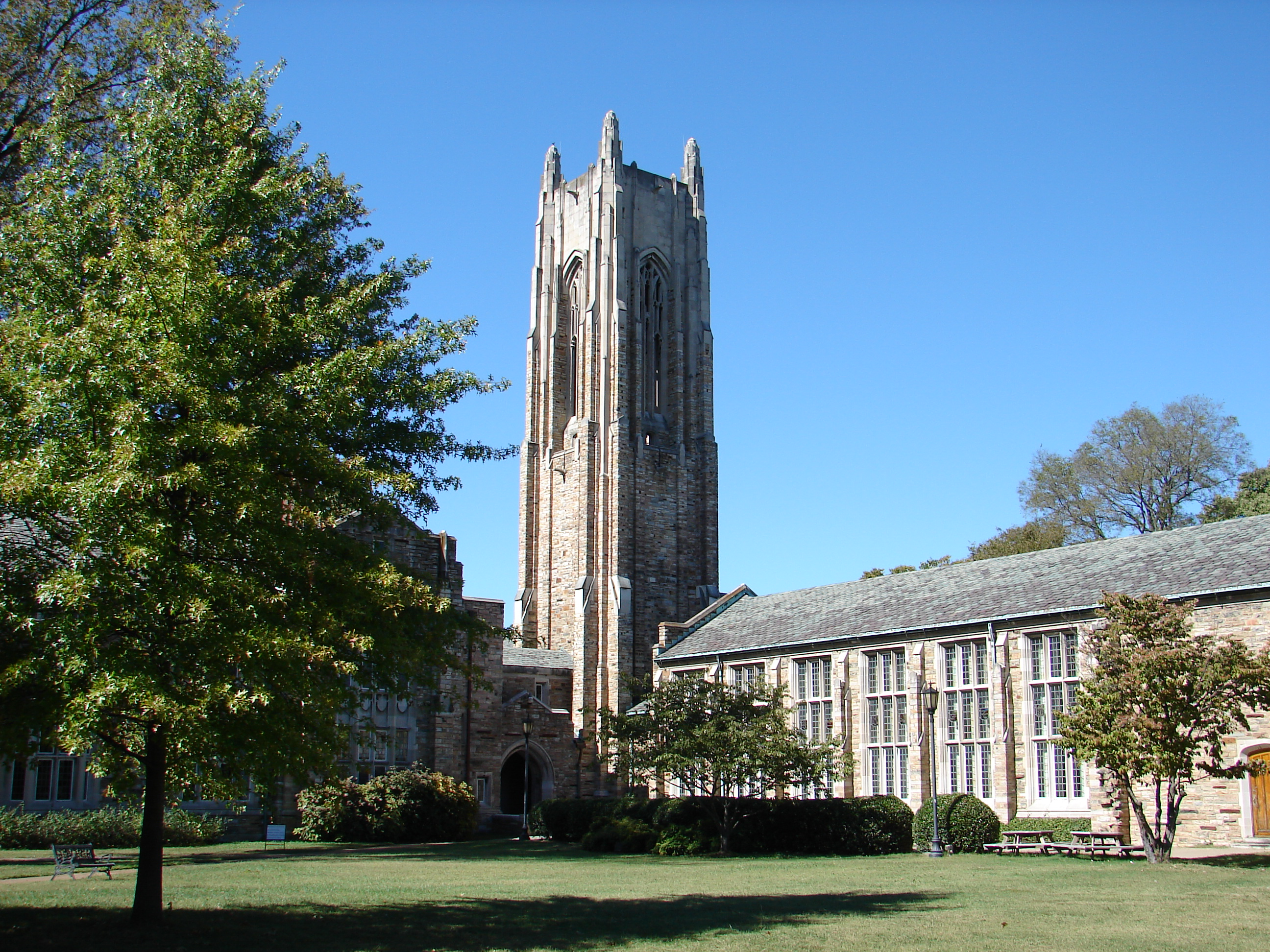
Scarritt College

Anna Wallis era l'ultima di sei figli di Albert B. e M. J. Wallis; nacque nel 1900 in Arkansas, nella contea di Lawrence.
Rimase orfana in giovane età: la madre morì in una data imprecisata tra il 1900 e il 1910, secondo i dati rilevati dal censimento nazionale,, mentre il padre morì nell'ottobre 1914.
La Wallis si trasferì in Oklahoma al seguito di una delle sorelle; lì frequentò il Southeastern State Teachers College di Durant.
In seguito si trasferì allo Scarritt-Bennett Center di Nashville, Tennessee, dove si laureò nel 1930. La scuola era un centro di studio per "lavoratori cristiani" dove veniva addestrato il personale metodista destinato alle missioni all'estero.

### La missione in Corea
Nello stesso anno venne scelta dalla Methodist Episcopal Church South per essere mandata in missione in Corea, per insegnare in una scuola metodista..
Rimase in Corea per quasi tutti gli anni trenta, ritornando negli Stati Uniti solo nel 1935 per visitare una sorella e nel 1937 per visitare lo Scarritt College durante una licenza dopo essere stata assegnata al Seoul Social Evangelistic Center nell'anno precedente.
La situazione degli stranieri in Corea, all'epoca sotto il controllo dell'Impero Giapponese, era complessa. Ai missionari non era concesso fare formalmente proselitismo, e nel corso degli anni trenta l'Impero divenne sempre meno tollerante nei confronti delle missioni che offrivano servizi sociali ed educazione.

### La missione in Cina e il matrimonio
La Wallis venne trasferita in Cina, entrando nell'organico della Shanghai American School (SAS) nel 1938. Lì conobbe Suh Kyoon Chul, un insegnante di coreano che collaborava alla gestione della scuola, che divenne poi suo marito.
Dopo il matrimonio rinunciò al servizio missionario attivo, e sviluppò un forte interesse nella politica coreana, in cui fu influenzata dalle idee comuniste del marito.
Shanghai all'epoca godeva di un ambiente più cosmopolita e tollerante rispetto a molte altre città dell'estremo oriente, per via della presenza dei protettorati britannici, francesi ed americani. In questa società l'esistenza di coppie miste era accettata con più facilità, per via della presenza di numerosi funzionari e militari che intrattenevano relazioni con persone del luogo.

### Il fallito ritorno in America
La Wallis si trasferì a Shanghai nel 1938, ma già nello stesso anno il personale americano cominciò a lasciare la città per via di un lento ma costante aumento della tensione diplomatica tra Stati Uniti e Giappone.
Secondo la legge statunitense in vigore negli anni '30, la cittadinanza per le donne sposate dipendeva generalmente da quella del marito, specie se la coppia viveva nella terra di origine di lui. La Wallis avrebbe dunque perso la cittadinanza americana quando sposò Suh in Cina, diventando come il marito una residente giapponese.
All'epoca, il Giappone si definiva come uno "stato multietnico" e includeva Corea e Taiwan.
La Wallis sarebbe venuta a conoscenza della sua situazione solo nel 1939, quando visitò San Francisco per ottenere un passaporto per il marito. Gli Stati Uniti in quegli anni avevano congelato tutte le pratiche di immigrazione dall'Asia con l'Immigration Act del 1924. Se anche la Wallis fosse stata ancora cittadina statunitense, la legge avrebbe precluso alla coppia la possibilità di un ritorno in America.

### La guerra e gli anni nel campo di detenzione
Con lo scoppio della seconda guerra mondiale, gli americani e gli europei abbandonarono in massa l'estremo oriente: la SAS rimase aperta fino al 1943, quando tutti gli stranieri rimanenti vennero trasferiti forzatamente al Centro di Ricollocazione Civile di Chapei, nella provincia nord della città.
Il centro era un campo di concentramento, come ve n'erano molti nei dintorni di Shanghai. Era stato allestito in un dormitorio universitario di tre piani, nell'area della odierna East China Normal University. Il campus era rimasto danneggiato nella Battaglia di Shanghai del 1937.
Mentre è certo che la Wallis vi soggiornò, non è chiaro se anche il marito fu internato, poiché questo godeva dello stato di colono giapponese. Anche sull'effettivo stato di prigionia della Wallis vi sono dubbi, in quanto dopo il matrimonio anch'essa godeva pienamente della cittadinanza giapponese: la donna probabilmente sarebbe dunque entrata nel campo di internamento volontariamente, al seguito dell'organico della scuola, e non come internata.
Nel periodo di prigionia il personale della scuola e i genitori degli studenti cercarono di mantenere un programma di insegnamento, grazie ai libri che poterono portare con sé e al regime di sorveglianza piuttosto blando.
Con il volgersi delle sorti della guerra, il mantenimento dei prigionieri divenne difficoltoso, e le autorità decisero di rilasciare alcuni prigionieri nel 1944, tra cui le donne sposate con cittadini di stati alleati o neutrali. Anche in mancanza di documentazione al riguardo, è probabile che la Wallis fu rilasciata con questo primo gruppo.
Concluso il conflitto, la Wallis ritornò alla SAS, che si ricostituì e ritornò attiva dal 1945-46.

### Il ritorno in Corea
Per via della crisi economica derivante dalla guerra, che colpì soprattutto zone un tempo ricche come quella di Shanghai, la Wallis non riuscì ad ottenere uno stipendio sufficiente alle proprie esigenze e tornò con il marito in Corea, che aveva ottenuto l'indipendenza.
A Seul lavorò come insegnante per i figli dei diplomatici alla scuola della delegazione statunitense. Nel 1950 fu costretta a lasciare l'impiego, quando suo marito venne inquisito perché sospettato di aver condotto attività comuniste. Poco tempo dopo, la Corea del Nord invase il sud del paese, nel giugno 1950.
L'Esercito Popolare della Corea occupò Seul dopo soli tre giorni, cogliendo di sorpresa la maggior parte degli abitanti che non riuscirono ad evacuare la città per tempo. Parte della colpa della situazione è da imputarsi alla propaganda radiofonica del governo del Sud, che impedì di avere una immagine chiara della situazione.
Il 10 luglio, la coppia giurò fedeltà al regime Nord Coreano davanti ad una commissione governativa.

## L'attività radiofonica

### Il reclutamento
Introdotta da Lee Soo, un istruttore di lingua inglese alla Università Nazionale di Seul, la Wallis cominciò a lavorare per la nordcoreana Radio Seul, trasmettendo dagli studi HLKA del Korean Broadcasting System.
Il suo programma veniva trasmesso quotidianamente, dalle 21:30 alle 22:15 locali, a partire dal 18 luglio. I coniugi Suh vennero trasferiti in una casa vicino alla stazione radio.
Le sue prime trasmissioni si limitarono a insultare i soldati statunitensi, invitandoli a tornare alle proprie "botteghe da gelataio", e a criticare le campagne di bombardamento della U.S. Air Force.
In seguito, prese l'abitudine di leggere i nomi delle targhette dei soldati americani caduti su un sottofondo di musica leggera.

### I soprannomi
La trasmissione di "Sue" veniva ricevuta dalle truppe americane di stanza in Corea, ed era una delle poche trasmissioni in lingua inglese disponibili. Durante il programma, oltre ai momenti di parlato, veniva trasmessa anche musica leggera occidentale.
I soldati le diedero diversi soprannomi, tra cui Rice Ball e Rice Bowl Maggie, Rice Ball Kate, ma soprattutto Seoul City Sue.
L'ultimo nome divenne quello più celebre, creato ricalcando il titolo di una canzone del 1946 di Zeke Manners, "Sioux City Sue",.

### L'attività della stazione
Durante l'estate del 1950 la trasmissione di "Seoul City Sue" riportò regolarmente i nomi dei soldati, marinai e aviatori caduti o catturati, affiancandovi minacce verso i nuovi soldati in arrivo,, messaggi di ironico benvenuto alle navi in arrivo nella zona, e provocazioni nei confronti dei soldati afroamericani riguardo alla loro assenza di diritti civili in patria.
In trasmissione a volte "Sue" trasmetteva in chiaro informazioni che sarebbero dovute essere segrete o riservate, mostrando le carenze dell'apparato bellico statunitense.
Radio Seul venne disabilitata da un attacco aereo all'inizio del programma di "Sue" del 13 agosto, quando un B-26 scaricò delle bombe a frammentazione nei pressi del trasmettitore della stazione. Le trasmissioni ripresero solo una o due settimane dopo.

### La caduta di Seul e il trasferimento a Pyongyang
Gli Suh intanto vennero evacuati, e portati a nord via camion poco prima dell'arrivo in massa delle forze statunitensi in città
Nonostante le forze statunitensi abbiano cercato con tutti i mezzi di trovarla dopo la cattura di Seul nel settembre 1950, è dubbio il fatto che avrebbe potuto essere processata per tradimento, per via della perdita della nazionalità statunitense.
La Wallis e suo marito dopo l'evacuazione vennero ospitati presso il campo di prigionia 12 di Pyongyang, dove fino al febbraio 1951 tennero corsi di indottrinamento per i prigionieri occidentali. In seguito, i prigionieri vennero obbligati a indottrinarsi a vicenda, sotto il controllo di guardie coreane.

### Considerazioni sull'attività di propaganda
Il fatto che l'attività della Wallis fosse volontaria o coatta è stato a lungo dibattuto. Alcuni militari che ascoltarono le trasmissioni si convinsero che il tono piatto e privo di inflessioni del parlato provasse il fatto che era obbligata a svolgere quel compito..
Questa affermazione tuttavia è discutibile, per via del prolungato coinvolgimento nelle attività nordcoreane anche successivamente all'esperienza radiofonica.

## Dopo la guerra
Charles Robert Jenkins, un militare americano che defezionò in Corea del Nord, nel suo libro The Reluctant Communist riportò alcune notizie sulla sorte dei coniugi Suh.
Riportò che la Wallis fu messa a capo delle pubblicazioni in lingua inglese della Korean Central News Agency, e che in un pamphlet di propaganda del 1962 dal titolo "I am a Lucky Boy" la Wallis veniva mostrata in fotografia seduta a cena con Larry Allen Abshier, un altro disertore dell'esercito statunitense.
Jenkins scrisse di averla incontrata personalmente nel 1965 nella sezione riservata agli stranieri del Magazzino Dipartimentale n. 2 di Pyongyang.
Secondo informazioni raccolte da Jenkins nel 1972, la coppia sarebbe stata fucilata nel 1969 perché sospettata di spionaggio a favore della Corea del Sud.
Con l'indipendenza della Corea del Sud la Wallis aveva acquisito, per via di suo marito, la nazionalità sudcoreana ma non è noto se abbia effettivamente svolto attività di spia per questi.